# Johann Meixner (Reiter)

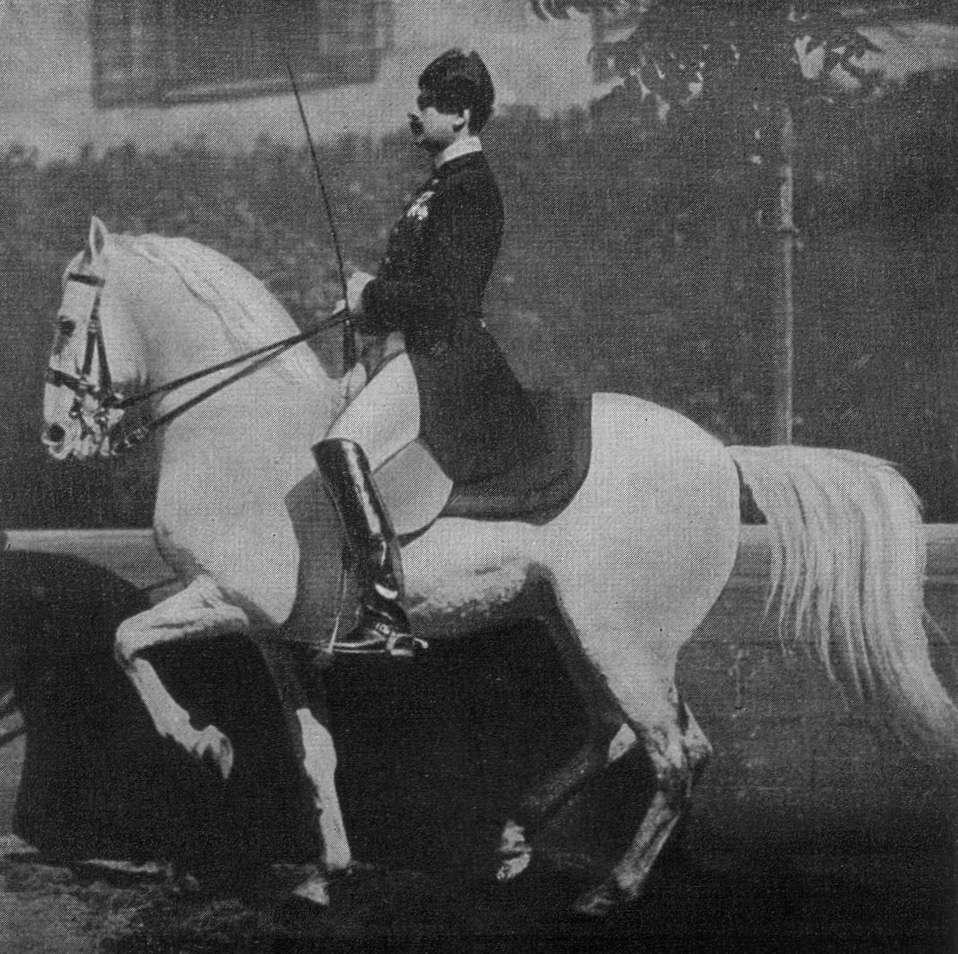
Oberbereiter Johann Meixner auf Neapolitano Bona in der Piaffe (1910)

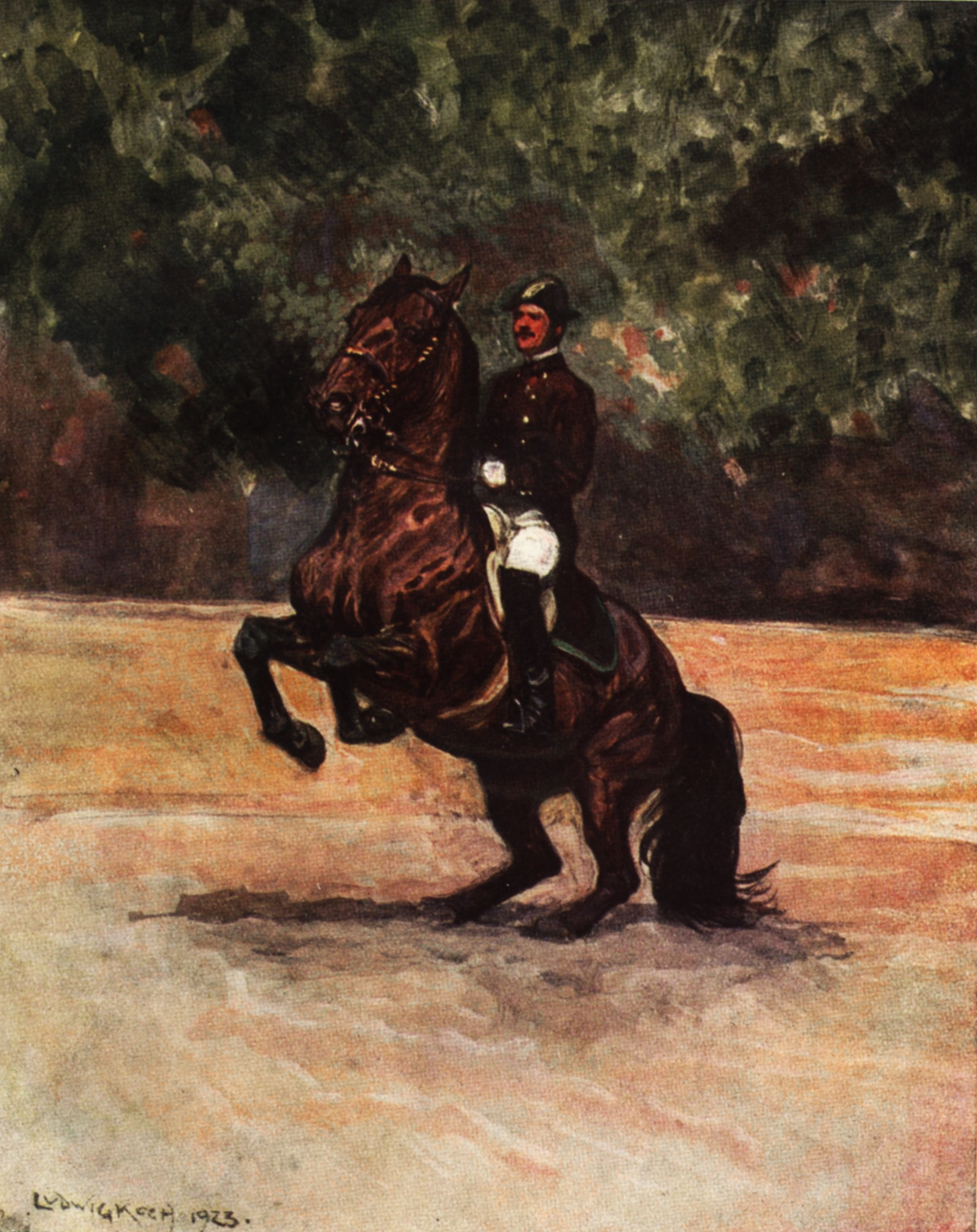
Oberbereiter Meixner auf einem Braunen in der Levade

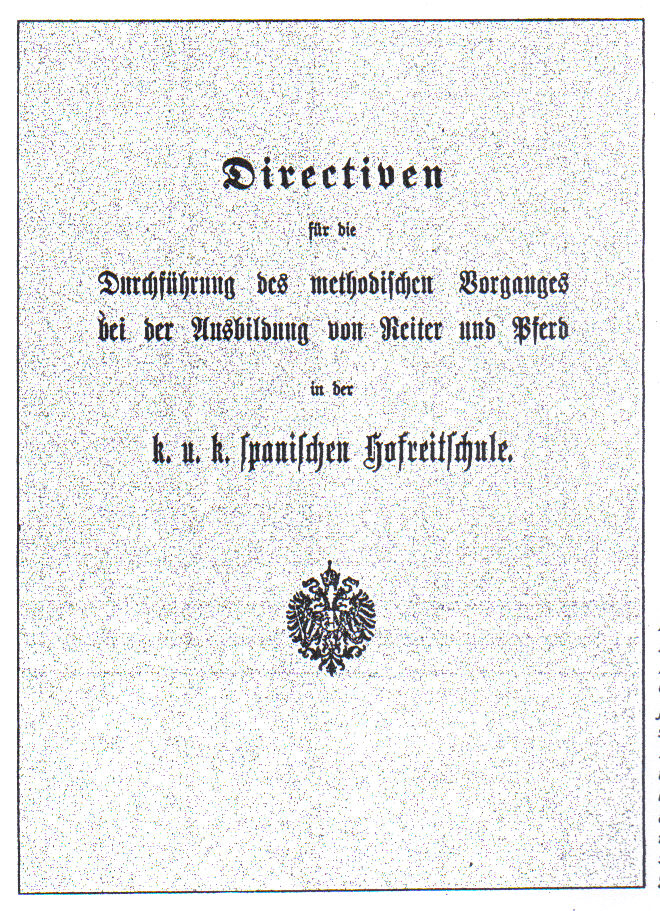
Directiven der Spanischen Hofreitschule

Johann Meixner (* 1865; † 5. Dezember 1917) war von 1885 bis 1916 Oberbereiter an der Spanischen Hofreitschule in Wien.

## Leben
Meixner schrieb zusammen mit von Holbein-Holbeinsberg die „Directiven“, die das gesamte mündlich überlieferte Wissen um die klassische Reitkunst in der Spanischen Hofreitschule umfassen.
Unter den Schulreitern seiner Zeit war er wohl der Bedeutendste; ein geborener Reiter mit einer jahrzehntelangen Schulung, die allmählich zu einer Vervollkommnung der reiterlichen Technik führte, wie sie zu erreichen nur ganz wenigen Reitern vergönnt war. Dazu kam die prachtvolle Haltung Meixners zu Pferd, sein Mustersitz. Zum Bild eines fast einzig dastehenden reiterlichen Könnens gesellte sich das des vollendetsten reiterlichen Anstands und ergab eine Gesamtwirkung, vor der jeder Reiter mit Bewunderung gestanden ist. Meixner galt in Sitz, Haltung und Führung als klassisch.
Er war groß und auch im Alter noch schlank. Obwohl er gerade saß, mit angezogenen Schulterblättern, vermisste man jede Spur von Steifheit. Der Oberkörper ruhte fest und doch elastisch auf den geschmeidig biegsamen Hüften. Besonders schön und die Ruhe des Oberkörpers, sowie dessen schöne Haltung stark betonend, waren die zwanglos gehaltenen Schultern. Das Gesäß war nicht zu stark vorgeschoben. Die Oberschenkel waren ausgezeichnet platziert, trotz der ziemlich langen Beine des hochgewachsenen Reiters nicht mit spitzem Knie, sondern stark gegen die Senkrechte hin und flach anliegend. Knie mit der Innenseite immer ganz am Pferd. Unterschenkel weich und natürlich herabhängend, mit elastischem Fußgelenk, nicht hochgezogen und festgepresst. Oberarme leicht und zwanglos am Körper liegend, die Faust genau in der richtigen Höhe. Weder im Schritt, Trab oder Galopp noch bei den Schulsprüngen war der Reiterkörper in einer unschönen Bewegung, nie konnte man eine brüske Hilfe sehen. Alles ging bei Meixner mit spielerischer Ruhe ab. Bei Meixner sah man das höchste Zusammengehen von Reiter und Pferd, wie spielend regulierte Meixner jede Bewegung. Sein ruhiger, immer gleichbleibender Gesichtsausdruck beim Reiten bewies, dass er seiner Pferde sicher war, dass er jede Bewegung beherrschte. Bei Meixners Produktionen war jeder Tritt des Pferdes ausgearbeitet, blieb die Haltung, blieb die Durchlässigkeit jeden Moment.
Felix Bürkner äußert sich in seinem Buch Ein Reiterleben über Meixner:

„Im Jahre 1908, während des ersten Reitschuljahres, lud mich mein Göttinger Freund Allah Hattendorff für vierzehn Tage nach Wien ein. Er war inzwischen Vizestallmeister beim Herzog von Cumberland in Gmunden geworden und zu seiner Ausbildung für diesen Dienst auf ein Jahr an die Spanische Hofreitschule und in den Kaiserlichen Marstall nach Wien kommandiert worden.
So bekam ich die wunderbare Gelegenheit, die spanische Schule in ihrer Blütezeit unter der Leitung des Grafen Kinsky mit dem 1. Oberbereiter Meixner, diesem g r ö ß t e n  R e i t k ü n s t l e r unserer Zeit, in seiner persönlichen Arbeit täglich stundenlang sehen zu dürfen.
Um sechs Uhr morgens begann Allahs Dienst in der Hofreitschule, wo er auf mehreren Pferden von den verschiedenen Bereitern ausgebildet wurde. Ich durfte während dieser Stunden im Kogel (Kobel, anm.) vor der kurzen Seite der wunderbaren Reitbahn Fischer von Erlachs in bequemem Sessel sitzen, Zigaretten vor mir auf dem runden Tisch, und schauen, staunen und bewundern.
Zrust, Pollak und Herold waren damals noch junge Bereiter, deren Können aber bereits sehr anerkannt wurde, wenn auch Worte und Korrekturen eigentlich nie hörbar wurden. Sie unterhielten sich zwischen ihren Pferden immer einmal in liebenswürdiger Weise mit mir, und ich hörte zu, wenn Meixner hie und da nach der Dressurarbeit eines einzelnen Pferdes seine ruhigen Anleitungen gab, und sah ihn von unten in der Ausbildung der hohen Versammlung nachhelfen.
Sein persönliches Reiten war auf jedem seiner Pferde ein Erlebnis, vor allem, wenn er in der offenen Kastenbahn (Sommerreitschule, anm.) draußen ganz allein arbeitete. Ohne daß er bei seinem tiefen, stillen Sitz die geringste Hilfe zeigte, erzeugte er einen Schwung, daß die Pferde nur so vor ihm herflogen. Er entwickelte den "großen Trab" aus der Passage, die er vor der ersten Ecke einer kurzen Seite mit gewaltigem Ausdruck ansetzte. In der Passage passierte er auch die zweite Ecke, ging dann auf die Diagonale, auf der er aus der erhabenen Passage heraus den ersten Tritt als großen Trabritt herauszauberte, um dann sein Pferd am Ende der Diagonale wieder zur Passage einzufangen. Bei beiden Übergängen und den großen Gängen selbst war die Fußfolge absolut rein, minutiös candeziert und im Ausdruck so überragend, daß man meinte, es sei die Vollendung. Der zweiten Passage folgte dann meist ein lockerer verkürzter Trab mit Überstreichen oder auch einmal einige ausdrucksvolle Piaffetritte im Vorrücken. Ganz unübertrefflich war ferner Meixners Levade auf dem braunen Hengst Nicolo, der in tiefster Kniebeuge fast mit den Sprunggelenken den Boden berührte und bei wagerecht gehaltenen Oberarmen die Vorderfesseln und Hufe eng angewinkelt hatte. So balancierte er sich am senkrechten Sitz seines Reiters bei tiefer Handstellung lange Zeit hindurch aus.
Nach den Morgenstunden in der Spanischen Schule hatte Allah Reitunterricht im Kaiserlichen Marstall und nachmittags dort Fahrunterricht.“

Der Oberbereiter Ennsbauer in Felix Saltens roman Florian, das Pferd des Kaisers hatte Johann Meixner als Vorbild.

### Auszeichnungen
- Goldenes Verdienstkreuz mit der Krone (Österreich-Ungarn)
- Medschidié-Orden (Osmanisches Reich)
- Verdienstorden vom Heiligen Michael (Bayern)
- Roter Adlerorden (Preußen)
- Königlicher Kronen-Orden (Preußen)
- Albrechts-Orden (Komtur I. Klasse, Sachsen)
- Orden von Oranien-Nassau (Niederlande)
- Wasaorden (Großkreuz, Schweden)
- Orden der siamesischen Krone
- Hausorden vom Weißen Falken (Sachsen-Weimar-Eisenach)
- Herzoglich Sachsen-Ernestinischer Hausorden
- Lippischer Hausorden (Ehrenkreuz)
- Verdienstorden (Waldeck, I. Klasse)
- Militär-Verdienstorden (Spanien)
- Orden de Isabel la Católica (Spanien)
- Verdienstkreuz (Württemberg)
- Hausorden der Wendischen Krone (Mecklenburg, Verdienstkreuz in Gold)

## Werke
- Johann Meixner, Holbein von Holbeinsberg, Bertold Schirg: Die Urdirectiven, Wiederentdeckte Handschrift eines Oberbereiters (um 1720); Die Directiven für die Durchführung des methodischen Vorganges bei der Ausbildung von Pferd und Reiter in der k. u. k. Spanischen Hofreitschule. Erschienen in Unbekanntes aus der Spanischen Hofreitschule, Olms Hildesheim 1996, ISBN 3-487-08374-4